# Gajdarbiek Gajdarbiekow
Gajdarbiek Gajdarbiekow (ur. 6 października 1976 w Kaspijsku) – rosyjski bokser kategorii średniej, dwukrotny medalista olimpijski. W 2000 na letnich igrzyskach olimpijskich w Sydney zdobył srebrny medal olimpijski. Na kolejnych igrzyskach olimpijskich w Atenach został mistrzem olimpijskim. Jest również złotym medalistą mistrzostw Europy (2004).